# Sistema nervoso dei gasteropodi

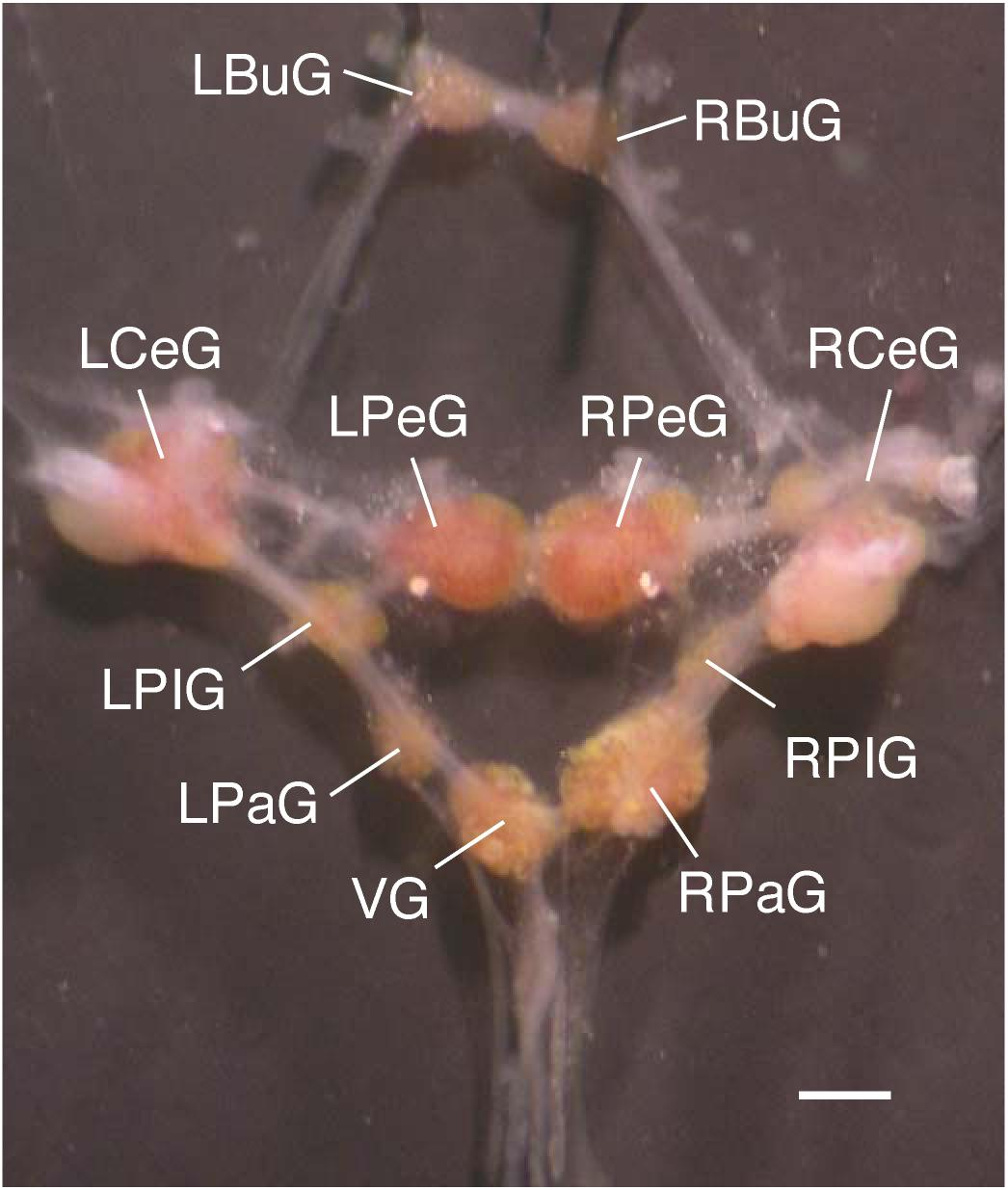
Parte dissezionata dei gangli nervosi di una Lymnaea stagnalis. Grandezza totale 1 mm.
LBuG e RBuG: gangli boccali destro e sinistro
LCeG e RCeG: gangli cerebrali destro e sinistro
LPeG e RPeG: gangli pedali destro e sinistro
LPIG e RPIG: gangli pleurali destro e sinistro
LPaG e RPaG: gangli parietali destro e sinistro
VG: ganglione viscerale.

Il sistema nervoso dei gasteropodi è l'insieme delle strutture anatomiche coinvolte nella trasmissione di segnali bioelettrici che presiedono allo sviluppo delle funzioni percettive, motorie, relazionali e vegetative dell'animale. Nei gasteropodi è di tipo gangliare e consiste in una serie di dislocazioni delle cellule nervose in centri autonomi (gangli) accoppiati, collegati da importanti cordoni nervosi e da una serie di nervi ramificati più piccoli.

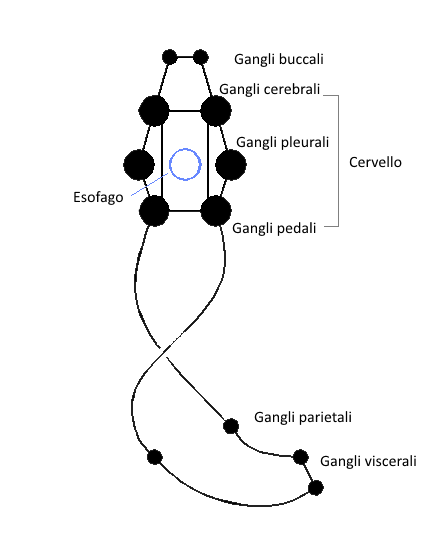
Disposizione generale dei gangli dei gasteropodi. Nella maggior parte delle specie, il cervello è fuso in un singolo organo a sei lobi.

## Anatomia

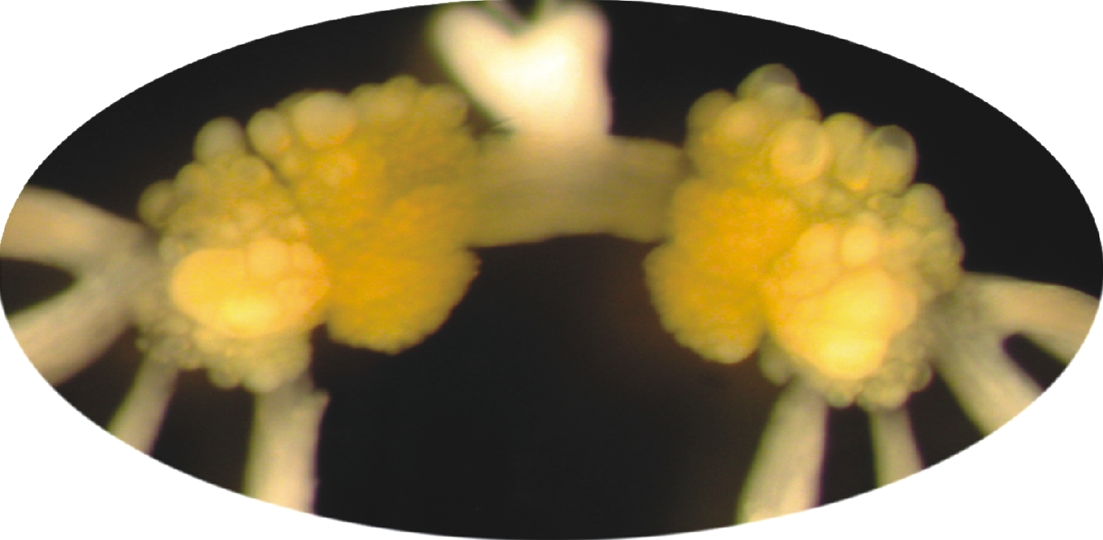
Gangli buccali di Aplysia californica.

### Cervello
Il cervello rudimentale di un gasteropode consiste di tre coppie di gangli, tutti situati vicino all'esofago e che formano un anello nervoso attorno ad esso. In alcune forme primitive, questi gangli sono relativamente discreti, ma nella maggior parte delle specie sono diventati così strettamente legati insieme da formare efficacemente lobi separati di una singola struttura.

#### Gangli cerebrali
I gangli cerebrali si trovano sopra l'esofago e forniscono nervi agli occhi, ai tentacoli e ad altri organi sensoriali nella testa.

#### Gangli pedali
Sotto l'esofago, nella parte anteriore del piede, giacciono i gangli pedali. Come suggerisce il loro nome, questi forniscono nervi ai muscoli del piede.

#### Gangli pleurali
La terza coppia di gangli all'interno del cervello giace leggermente dietro e sotto i gangli cerebrali. Questi sono i gangli pleurali e forniscono nervi alla cavità del mantello. I fasci di nervi collegano insieme i gangli cerebrali, pedali e pleurici, oltre a correre sopra e sotto l'esofago per connettere tra loro i gangli cerebrali e pedali destro e sinistro.

### Gangli buccali
Nella maggior parte dei gasteropodi, un breve paio di cordoni nervosi passa dai gangli cerebrali ad un paio di gangli buccali situati sopra la parte posteriore della bocca. Questi forniscono nervi alla radula e ad altre parti della bocca.

### Chiastoneuria
I principali cordoni nervosi del sistema nervoso centrale attraversano la lunghezza del corpo dai gangli pleurici. Nel gasteropode ancestrale, presumibilmente questi cordoni scendevano da entrambi i lati dell'animale, ma a causa della torsione della massa viscerale che si trova in molte forme moderne, ora si incrociano l'uno sull'altro, condizione plesiomorfica detta chiastoneuria (o streptoneuria). Tuttavia, un certo numero di specie ha subito la de-torsione, ripristinando la loro originale simmetria bilaterale (eutineuria).

### Gangli parietali e viscerali
Un paio di gangli parietali si trovano lungo la lunghezza dei cordoni nervosi principali, fornendo nervi alla branchia e all'organo olfattivo associato. A causa della torsione dei cordoni nervosi, un ganglio parietale è tipicamente più alto nel corpo rispetto all'altro. Infine, i cordoni nervosi terminano in un paio di gangli viscerali collegati, che forniscono nervi agli altri organi della massa viscerale.